# Панцвайлер
Панцвайлер (нем. Panzweiler) — община в Германии, в земле Рейнланд-Пфальц. 
Входит в состав района Кохем-Целль. Подчиняется управлению Целль (Мозель).  Население составляет 260 человек (на 31 декабря 2010 года). Занимает площадь 3,85 км².

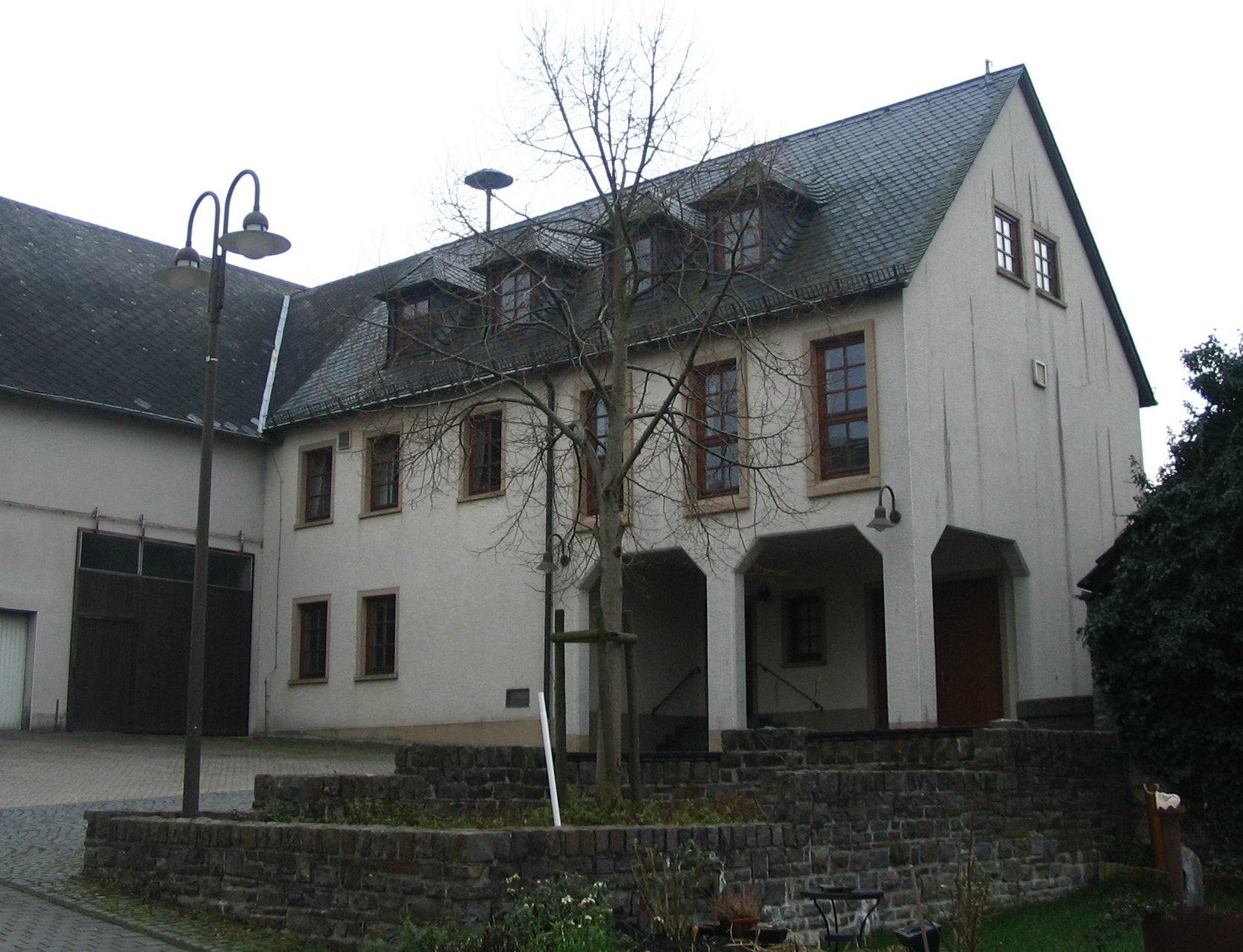
Панцвайлер

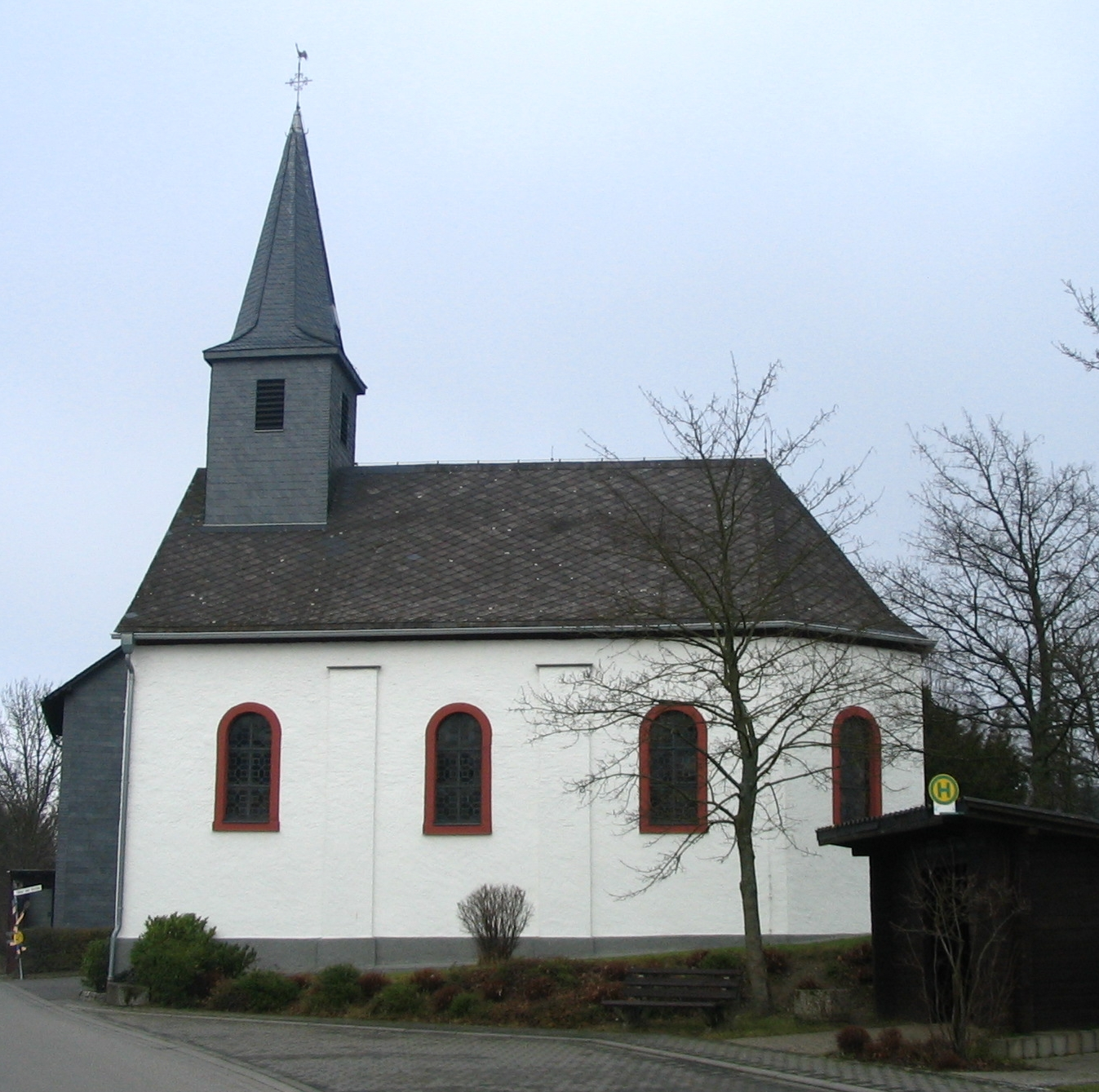
Капелла